# 零ベクトル空間
線型代数学における零ベクトル空間（れいベクトルくうかん、ゼロベクトルくうかん、英: zero-vector space, 独: Nullvektorraum）あるいは短く零空間（ゼロくうかん、英: zero space, 独: Nullraum）は零ベクトルただ一つだけからなるベクトル空間 {0} を言う。零ベクトル空間は同型を除いて唯一の次元が  0 のベクトル空間で、その基底は空集合である。任意のベクトル空間が、その最小の部分空間として零ベクトル空間を持つ。ベクトル空間の直和やベクトル空間の直積をベクトル空間の間の演算と見なすとき、零ベクトル空間はそれら演算の単位元となる。圏論的には、零ベクトル空間は与えられた体上のベクトル空間の圏における零対象となる（零対象 (代数学) も参照）。

## 定義
零ベクトル空間 ({0}, +, ⋅) は、与えられた体 K 上のベクトル空間であって、これはただ一つの元 0 からなる集合 {0} に、ただ一つの加法 {\displaystyle 0+0=0} と可能なただ一種類のスカラー倍 {\displaystyle \alpha \cdot 0=0\qquad (\forall \alpha \in K)} を備えたものと述べられる。ゆえにただ一つの元 0 は加法単位元であり、零ベクトルと呼ばれる。

## 性質

### ベクトル空間の公理を満たすこと
零ベクトル空間はベクトル空間の公理を満足する:
- ({0}, +) はアーベル群（とくに自明群）を成す。
- スカラー乗法の結合性および加法への分配性が成り立つ。つまり α, β ∈ K として
  - {\displaystyle \alpha \cdot (\beta \cdot 0)=\alpha \cdot 0=0=(\alpha \cdot \beta )\cdot 0,}
  - {\displaystyle \alpha \cdot (0+0)=\alpha \cdot 0=0=0+0=\alpha \cdot 0+\alpha \cdot 0,}
  - {\displaystyle (\alpha +\beta )\cdot 0=0=0+0=\alpha \cdot 0+\beta \cdot 0.}
- 単型、つまり K の乗法単位元 1K は恒等写像として作用する:
  - {\displaystyle 1_{K}\cdot 0=0}

### 基底と次元
零ベクトル空間の基底はただ一つ、空集合である: {\displaystyle \langle \emptyset \rangle =\{0\}.} 左辺は空集合で張られる部分空間を意味する。よって零ベクトル空間の次元は {\displaystyle \dim(\{0\})=|\emptyset |=0} となる。
逆に、与えられた体上の零次元ベクトル空間は必ず零ベクトル空間に同型になる。

### 部分空間としての零空間
与えられた体 K 上の任意のベクトル空間 V をとると、V にはベクトルの加法に関する単位元として零ベクトル 0V が一意的に存在する。部分集合 U ≔ {0V} はベクトルの加法およスカラー乗法に関して閉じている—式で書けば
- {\displaystyle U\neq \emptyset }
- {\displaystyle 0_{V}+0_{V}=0_{V}\in U}
- {\displaystyle \alpha \cdot 0_{V}=0_{V}\in U\qquad (\forall \alpha \in K)}

が成り立つ—から、U は V の部分空間となる。よって U はそれ自身零ベクトル空間に同型な一元ベクトル空間を成し、V の（部分）零ベクトル空間などと呼ばれる。部分空間は少なくとも一つの元を含まなければならないから、零ベクトル空間は最小の部分空間である。U1, U2 が V において互いに補な部分空間ならば常に {\displaystyle U_{1}\cap U_{2}=\{0_{V}\}} である。

### 直和およびテンソル積
ベクトル空間の直和（あるいはベクトル空間の直積）に関して、零ベクトル空間はその単位元である。つまり任意のベクトル空間 V に対して {\displaystyle \{0\}\oplus V\cong V\cong V\oplus \{0\}\qquad (\{0\}\times V\cong V\cong V\times \{0\}} が成り立つ。一方、ベクトル空間のテンソル積に関しては吸収元（零元）で {\displaystyle \{0\}\otimes V\cong \{0\}\cong V\otimes \{0\}} が成り立つ。

### 圏論的性質
与えられた体 K 上のすべてのベクトル空間を対象としすべての K-線型写像を射とする圏 VectK において、零ベクトル空間は零対象となる。
任意のベクトル空間から零ベクトル空間への線型写像はただ一つ存在して、すべてのベクトルが零ベクトルに写される（つまり零写像）。かつ、零ベクトル空間から任意のベクトル空間への線型写像はただ一つ存在して、ただ一つのベクトルが各ベクトル空間内の零ベクトルとして埋め込まれる。